# 航行可能
航行可能（こうこうかのう）とは、川や運河や湖などの水域が、船舶を通すのに十分な深さと広さを持ち、岩石、木あるいは低い橋のような障害物がない状態を示す。
浅い川は、閘門の設置により水深を増加させ制御することにより航行可能となる。海峡は高い流速のため航行できないことがある。高緯度の水域は結氷のために冬に航行できないことがある。可航性はさらに船舶の大きさに依存する。たとえば小さな川では大きな貨物船が航行できない一方、モーターボートやカヤックのようなより小さな船舶は航行可能である場合がある。したがって水域が航行可能か不能かという判断は各々の状況に依る。